# 1070 Tunica
Tunica (asteróide 1070) é um asteróide da cintura principal com um diâmetro de 36,39 quilómetros, a 2,9735702 UA. Possui uma excentricidade de 0,0795611 e um período orbital de 2 120,88 dias (5,81 anos).
Tunica tem uma velocidade orbital média de 16,57109223 km/s e uma inclinação de 16,96537º.
Esse asteróide foi descoberto em 1 de Setembro de 1926 por Karl Reinmuth.